# カール・クンツ
カール・クンツ（Carl Kuntz、1770年7月29日 - 1830年9月8日）は、ドイツの画家である。家畜のいる風景画を描いた。 

## 略歴
マンハイムで生まれた。マンハイムの絵画学校（Mannheimer Zeichnungsakademie）で、ヨハン・ヤコブ・リーゲル(Johann Jakob Rieger: 1754-1811)に学んだ。リーゲルは17世紀オランダの風景画から影響を受けた風景画家、版画家のフェルディナント・コーベル(Ferdinand Kobell: 1740-1799)の弟子だった人物で 、コーベルはミュンヘンに移っていたが、クンツはコーベルのスタイルから影響を受けていたとされる。
1791年から1792年にかけて、スイス、北イタリアを旅し、アクアチント版画などの技法を学び、風景を描いた。マンハイムに戻った後、1793年に出版した「シュヴェツィンゲンの版画集（Schwetzinger Stiche）」で評価を得て、デッサウの銅版画協会（Chalkographische Gesellschaft）で下絵画家として雇われ、自らもアクアチント版画を制作した。
マンハイムがバーデン選帝侯領となり、1804年にマンハイムの絵画学校が閉鎖されることになった後、バーデン選帝侯の宮廷のために風景画を描き、バウシュロット城(Schloss Bauschlott)の装飾画を描いた。1808年に宮廷画家に任じられ、カールスルーエに移り、カールスルーエの宮殿（Markgräfliches Palais）の装飾画を描いた。バーデン大公カールの妃、ステファニー・ド・ボアルネの絵画の教師を務めた。
1815年にオランダの動物画家パウルス・ポッテル(1625-1654)を模写した作品が、評判を呼び、宮廷や富裕な人々から動物画の注文を受け、動物画家として人気を集めた。バーデン美術協会(Badischer Kunstverein)の共同創設者となり、1829年にはバーデン大公ルートヴィヒ1世によって美術館長に任じられたがその翌年カールスルーエで亡くなった。
弟子には、2人の息子のルドルフ・クンツ(Rudolf Kuntz: 1798-1848)とルーヴィヒ・クンツ(Ludwig Kuntz: 1810-1876)やエルンスト・フリース(Ernst Fries: 1801-1833)がいる。

## 作品

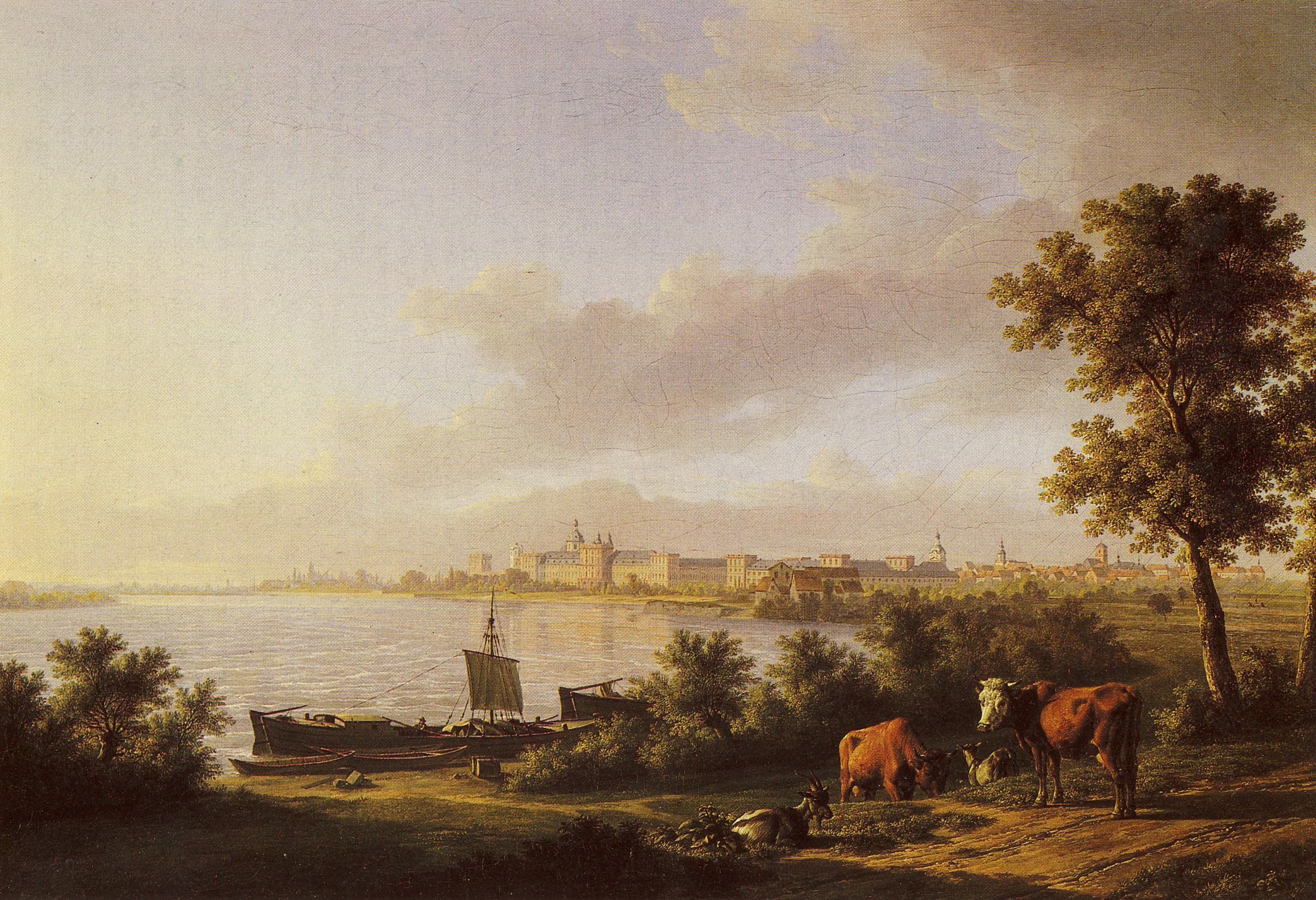
マンハイムの風景 (1812)
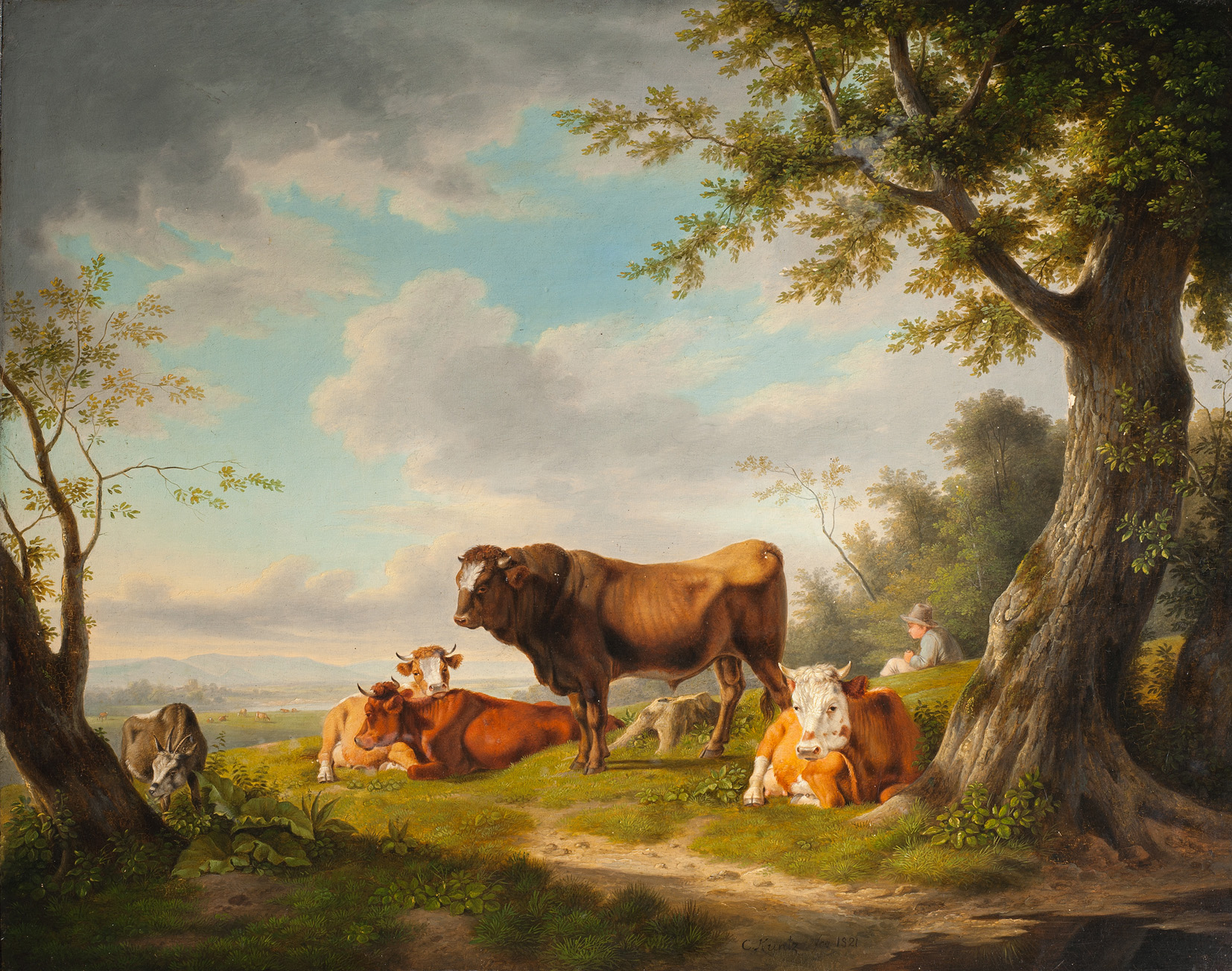
牛と羊飼いのいる風景 (1821) 旧国立美術館 (ベルリン)
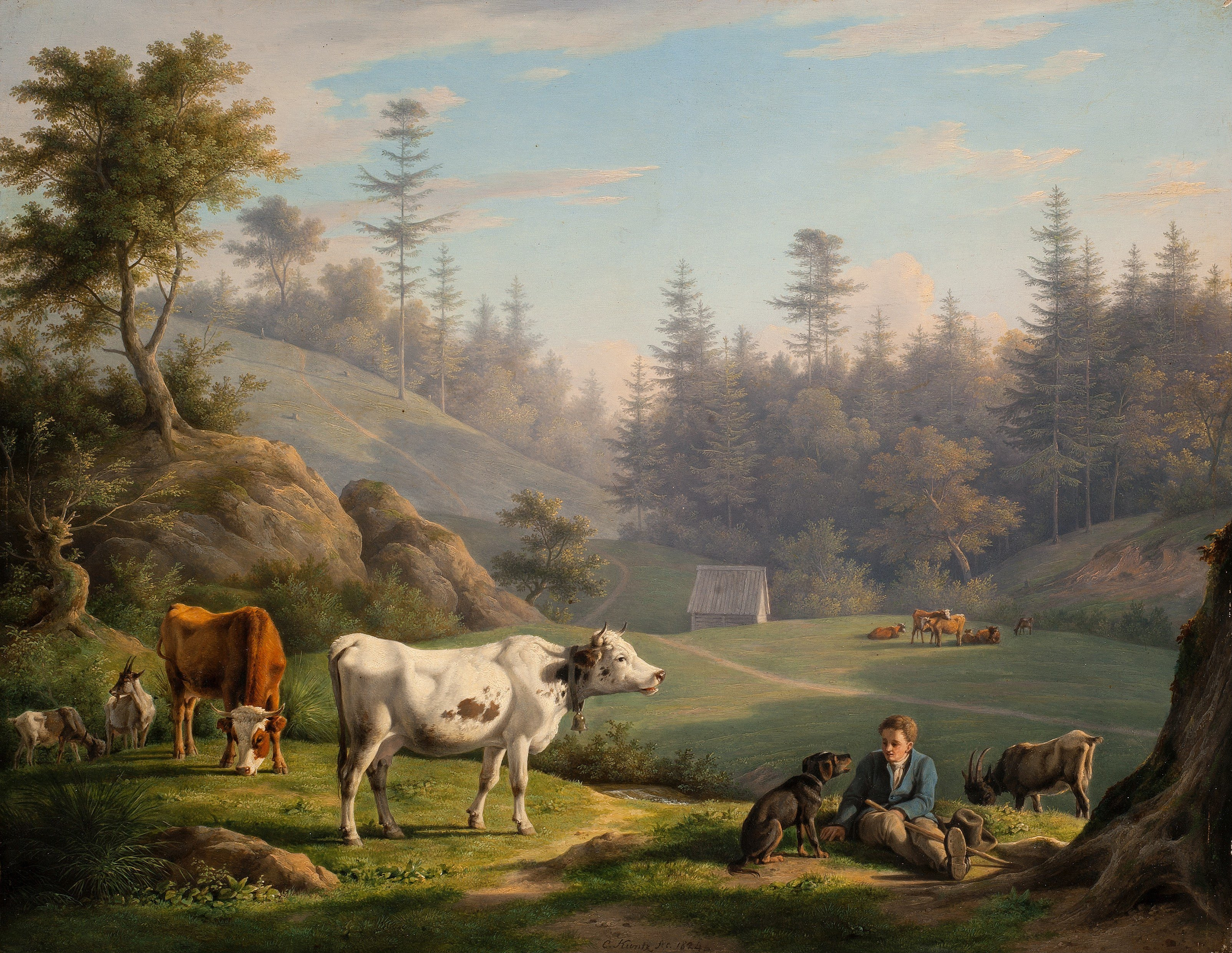
シュヴァルツヴァルトの牛の牧草地　(1824) 旧国立美術館 (ベルリン)
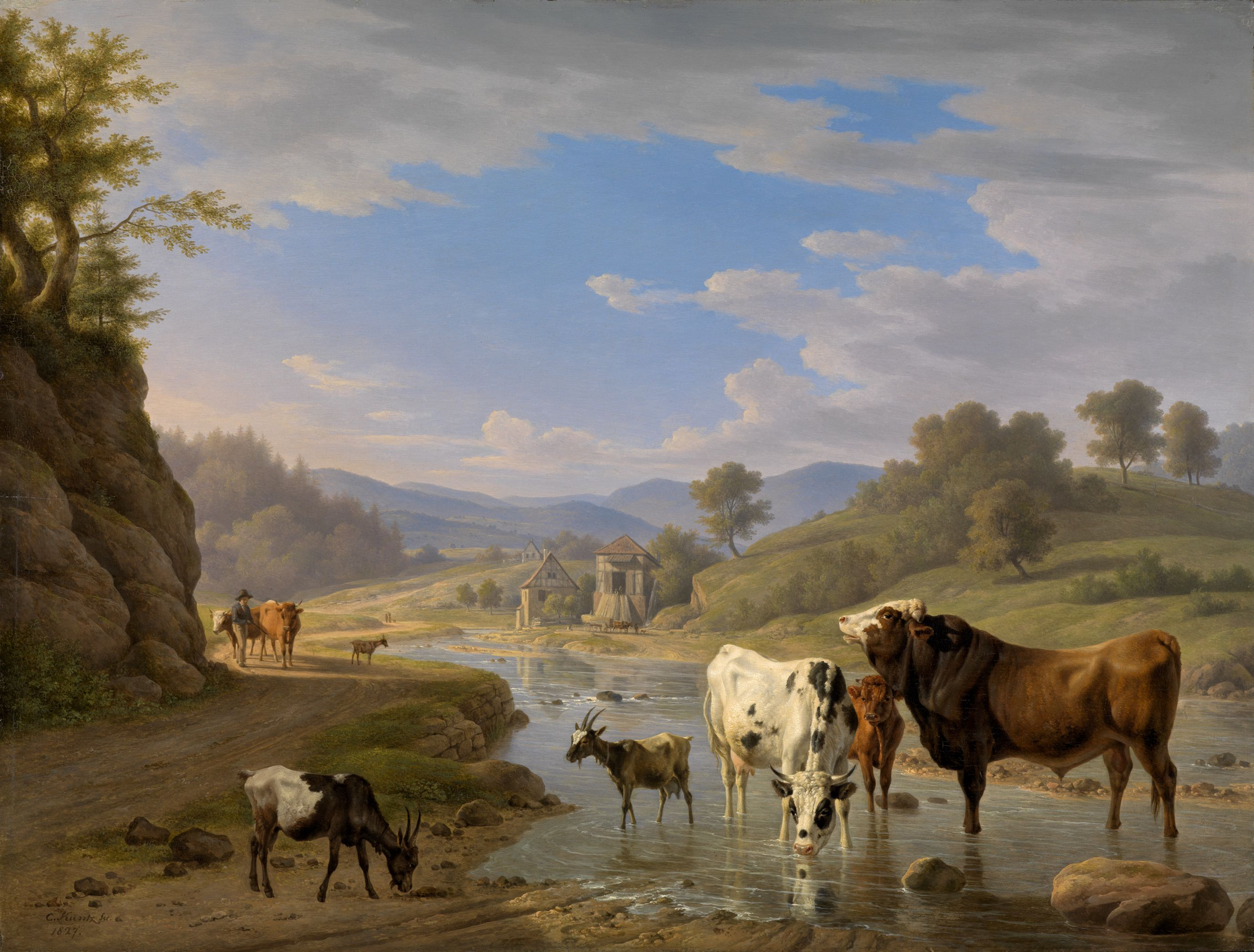
家畜のいるバーデンバーデン近くの風景 (1827) カールスルーエ州立美術館